# Ula Stella Podrepšek
Ula Stella Podrepšek (18 luglio 2000) è una sciatrice alpina slovena.

## Biografia
Specialista delle prove tecniche attiva dal febbraio del 2018, Ula Stella Podrepšek ha esordito in Coppa Europa il 10 dicembre 2023 a Mayrhofen in slalom speciale: infortunatasi in quell'occasione, è da allora inattiva. Non ha debuttato in Coppa del Mondo e non ha preso parte a rassegne olimpiche o iridate.

## Palmarès

### Campionati sloveni
- 1 medaglia:
  - 1 argento (slalom speciale nel 2020)